# Frumosu
Frumosu is een Roemeense gemeente in het district Suceava.
Frumosu telt 3579 inwoners.